# Mousse Moukandjo Kassongo
Mousse Moukandjo Kassongo, né le 10 janvier 1954 et mort le 31 décembre 2004, est un boxeur congolais suisse évoluant principalement dans la catégorie poids moyens.

## Carrière
Il est le premier Congolais à prendre la couronne africaine des poids moyens aux ougandais et aux sud-africains le 23 septembre 1982 à Kinshasa, titre qu’il conserve jusqu’au 2 juillet 1989. Avec vingt-trois K.O. à son actif, il est l'un des plus grands boxeurs de son pays et l'un des premiers à évoluer en Europe peu après le combat évènement Mohamed Ali - George Foreman également à Kinshasa en 1974.
Son fils, Cédric Kassongo, est également boxeur. Il s'est notamment illustré dans les rangs amateurs en devenant champion de Suisse dans 3 catégories : les poids légers, super-légers et poids welters.